# Tấm lát nền xúc giác

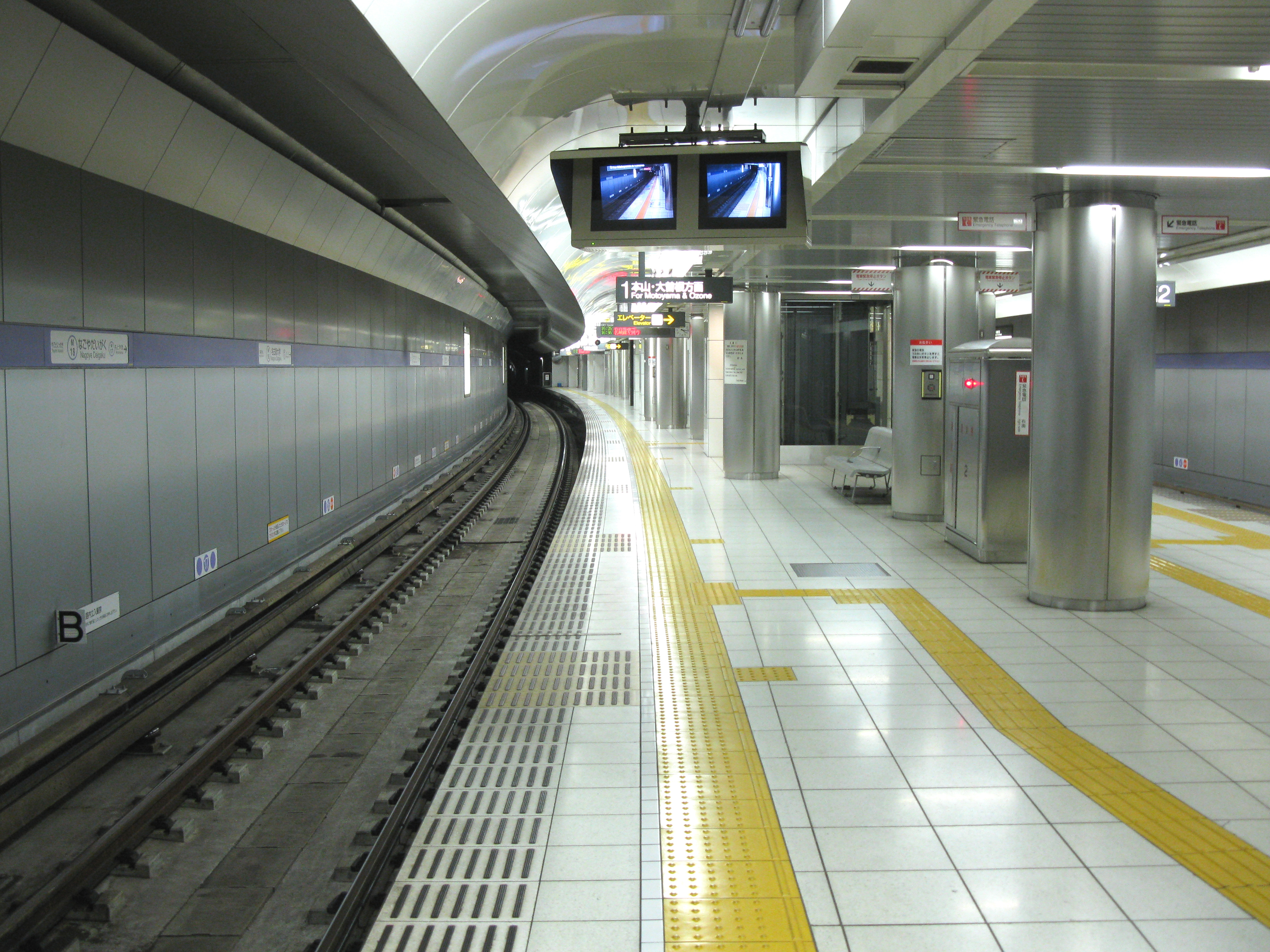
Nhật Bản là một trong những quốc gia tiên phong trong việc giới thiệu mặt đường xúc giác (ga Nagoya Daigaku với mặt đường màu vàng trên Tàu điện ngầm thành phố Nagoya)

Tấm lát nền xúc giác hay còn gọi là gạch lát nền dẫn hướng là một hệ thống chỉ báo mặt đất có kết cấu được tìm thấy trên lối đi bộ, cầu thang và sân ga để hỗ trợ người đi bộ bị khiếm thị.

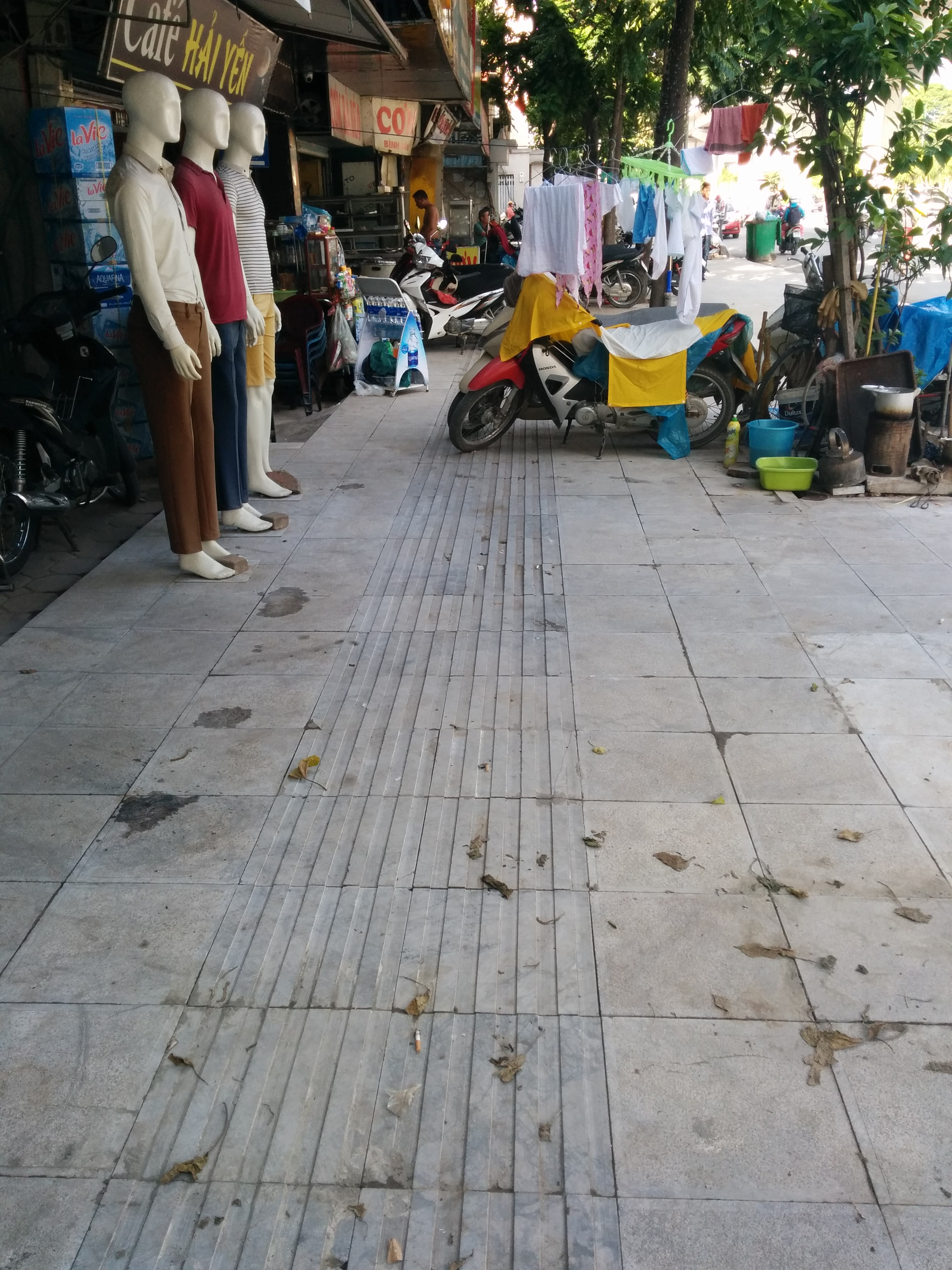
Lát nền xúc giác ở Việt Nam. Tuy nhiên, xe máy và quần áo vẫn để lên trên đoạn gạch lát xúc giác này.

Các cảnh báo xúc giác cung cấp một mô hình bề mặt đặc biệt của các vòm, hình nón hoặc thanh có thể phát hiện được bằng gậy dài hoặc dưới chân được sử dụng để cảnh báo người khiếm thị khi tiếp cận đường phố và thay đổi bề mặt hoặc cấp độ nguy hiểm. Có một sự bất đồng trong cộng đồng người dùng và thiết kế về việc cài đặt thiết bị hỗ trợ này bên trong các tòa nhà có thể gây ra nguy cơ vấp ngã hay không.
Khối xúc giác được phát triển bởi Miyake Seiichi năm 1965. Các khối xúc giác Miyake, lần đầu tiên được giới thiệu trên một con phố gần Trường học dành cho người mù Okayama ở thành phố Okayama, Nhật Bản vào ngày này năm 1967. Việc sử dụng chúng dần dần lan rộng trước khi chúng và hướng dẫn âm thanh được thực hiện bắt buộc trong Đường sắt quốc gia Nhật Bản một thập kỷ sau đó. Kể từ đó, lát xúc giác được sử dụng trên toàn thế giới.
Một hệ thống lát xúc giác lần đầu tiên được thiết lập tại các lối qua đường cho người đi bộ và các tình huống đường nguy hiểm khác của Nhật Bản; Vương quốc Anh, Úc và Hoa Kỳ đã đạt được tiêu chuẩn vào đầu những năm 1990, sau khi Đạo luật về Người khuyết tật Hoa Kỳ (ADA) được thông qua. Canada bắt đầu kết hợp chúng vào giao thông vận tải đầu tiên vào những năm 1990, và sau đó thêm chúng vào các khía cạnh khác của môi trường xây dựng vào đầu những năm 2000.

## Lịch sử
Gạch lát nền xúc giác ban đầu được phát triển bởi Seiichi Miyake vào năm 1965. Gạch lát nền xúc giác được giới thiệu lần đầu tiên trên một con phố ở thành phố Okayama, Nhật Bản vào năm 1967. Công dụng của nó dần lan rộng ở Nhật Bản và sau đó trên toàn thế giới.
Ngày nay mặt đường xúc giác màu vàng có mặt khắp nơi ở Nhật Bản. Vì lý do thẩm mỹ, ví dụ ở phía trước khách sạn, màu của lát có thể thay đổi để phản ánh màu của mặt đường hoặc sàn đá. Đôi khi các đường viền lát được sản xuất với các sọc và chấm thép.
Các gạch xúc giác lan truyền nhanh chóng thông qua việc áp dụng tại Đường sắt Quốc gia Nhật Bản (sau này gọi là Đường sắt Nhật Bản). Hệ thống này được đặt tên chính thức là "Hướng dẫn nguy hiểm cho người khiếm thị" (覚障害者用) vào năm 1985. Hình thức hiện đại của nó có thể được phân thành hai loại. Người ta có những vết sưng nhỏ, tròn trên bề mặt của khối, được cảm nhận thông qua đế. Loại thứ hai của một khối là một trợ giúp định hướng. Các vết sưng dài và mảnh được lắp đặt trên bề mặt.
Tuy nhiên, nhiều loại đã được sản xuất như một thử nghiệm và cài đặt. Điều này đã dẫn đến một tình huống có thể gây nhầm lẫn cho cả người khiếm thị và người già. Thông thường màu của gạch được sử dụng để kiểm tra hướng thích hợp. Nếu màu sắc không rõ ràng, có thể có sự nhầm lẫn. Điều này đã dẫn đến việc tiêu chuẩn hóa hệ thống trên khắp Nhật Bản.

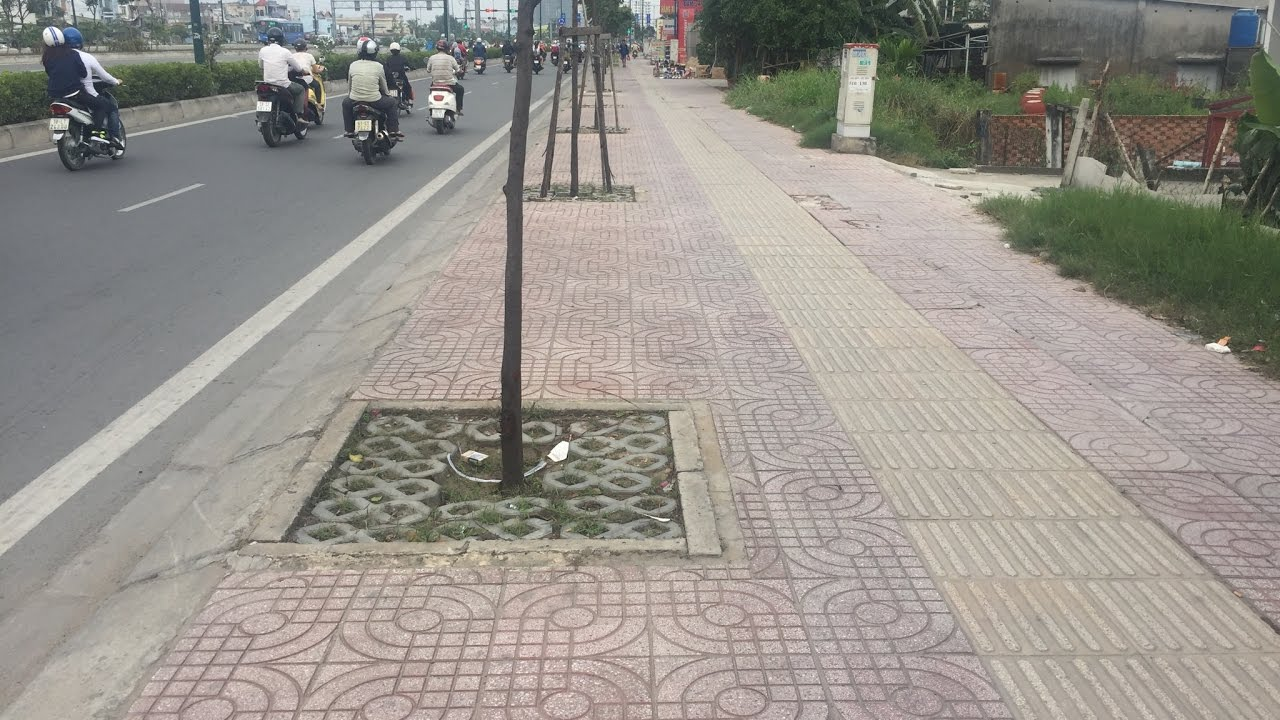
Gạch dẫn hướng lát vỉa hè hỗ trợ người khiếm thị tại Việt Nam

Bây giờ, những viên gạch này đang lan rộng khắp thế giới. Có rất nhiều gạch xúc giác được lắp đặt tại các ga tàu điện ngầm và trên vỉa hè ở Seoul, Hàn Quốc. Tình hình lắp đặt ở Seoul khó khăn hơn ở Nhật Bản. Vì bề mặt của các vỉa hè khác nhau ở Seoul không bằng phẳng, có nhiều nơi không truyền tải ý nghĩa của gạch lát nền xúc giác.
Gạch Tactile được sử dụng tại mỗi cơ sở được sử dụng cho Thế vận hội Olympic Sydney ở Úc và có mặt ở các cơ sở giao thông công cộng của Úc. Một xu hướng như vậy cũng đã bắt đầu ở Anh và Mỹ và trên toàn thế giới.